# Beledweyne

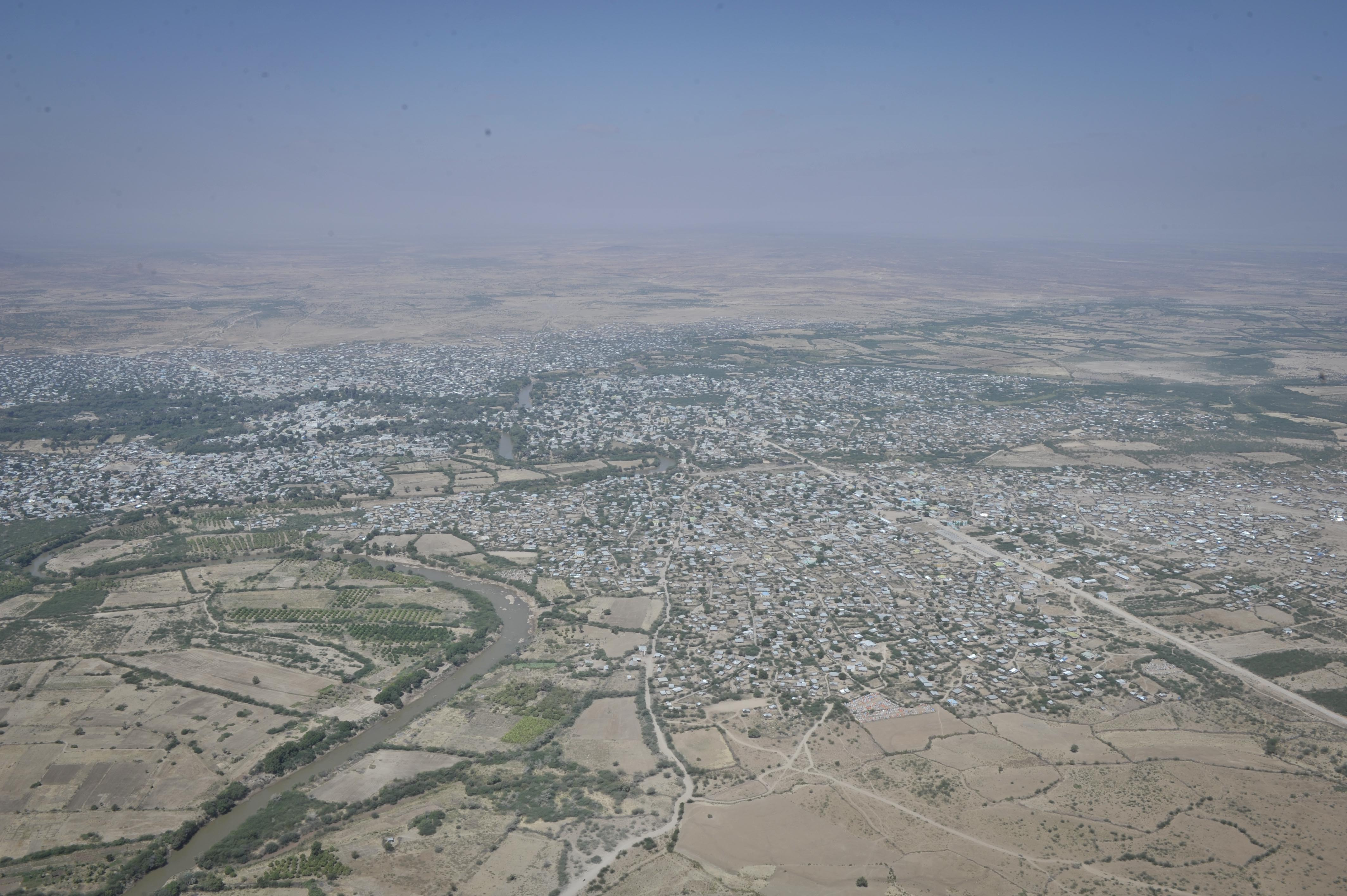
Luftbild von Beledweyne von 2013

Beledweyne (auch Beled Weyne, Belet Weyne, Belet Uen oder Belet Huen geschrieben) ist eine Stadt in Zentral-Somalia mit etwa 108.000 Einwohnern und Hauptstadt der Region Hiiraan. Die Stadt liegt im Tal des Shabeelle, der sie in einen östlichen und westlichen Teil teilt, nahe der Grenze zu Äthiopien.
Die Bewohner gehören verschiedenen Unterclans der Hawiya sowie der ethnischen Minderheit der Makanne an.

## Geschichte
Wegen seiner strategischen Lage nahe der Grenze diente Beledweyne in den 1970er Jahren als Ausgangspunkt für Aktionen der Westsomalischen Befreiungsfront im nahen äthiopischen, von Somali bewohnten Ogadengebiet, das manche Somali an ein Groß-Somalia angliedern möchten.
Nach dem Ogadenkrieg strömten viele Flüchtlinge über Beledweyne nach Somalia. Diese gehörten mehrheitlich dem im Ogaden dominierenden Clan der Ogadeni-Darod an, und es kam zu Konflikten mit den lokalen Hawiya. Manche Ogaden-Flüchtlinge leben bis heute (2008) in Beledweyne.
Im somalischen Bürgerkrieg seit 1991 kämpften Unterclans der Hawiya um die Kontrolle über die Stadt.
1993/94 war im Rahmen der Mission UNOSOM II der Deutsche Unterstützungsverband Somalia in der Gegend um Beledweyne stationiert.
Ab Mitte 2006 befand sich Beledweyne unter der Kontrolle der Union islamischer Gerichte, die von hier aus die Kontrolle über Ogaden übernehmen wollte. Nach der Kriegserklärung Äthiopiens an die Union wurde Beledweyne Ende Dezember 2006 von der äthiopischen Luftwaffe bombardiert, äthiopische Bodentruppen drangen über Beledweyne nach Somalia vor und verdrängten die Union. Yusuf Dabageed wurde als Verwalter der Übergangsregierung Somalias für die Region Hiiraan eingesetzt.
2008 war Beledweyne zeitweise nach Mogadischu und Baidoa der Ort mit der größten äthiopischen Militärpräsenz in Somalia.
Als Gegner Äthiopiens und der Übergangsregierung in der Umgebung immer mehr vorrückten, verließ Verwalter Dabageed im April 2008 die Stadt. Daraufhin ernannte die Übergangsregierung eine neue Regionalverwaltung. Im Juli 2008 kam es zu Kämpfen zwischen Äthiopiern und Regierungsgegnern, und viele Einwohner flohen aus der Stadt. Die Lage verschärfte sich vor allem für Binnenvertriebene, die nach Beledweyne geflohen waren und nun erneut vertrieben wurden.
Ende Juli 2009 eroberte die Übergangsregierung ganz Beledweyne wieder von der islamistischen al-Shabaab zurück.

## Klima
|                        | Jan  | Feb  | Mär  | Apr  | Mai  | Jun  | Jul  | Aug  | Sep  | Okt  | Nov  | Dez  |   |      |
| Mittl. Temperatur (°C) | 28,2 | 28,7 | 30   | 30,1 | 29   | 28,3 | 27,8 | 27,5 | 28,9 | 28,4 | 28,3 | 28,3 | ⌀ | 28,6 |
| Mittl. Tagesmax. (°C)  | 34,7 | 35,6 | 36,7 | 36,7 | 34,8 | 34   | 33,1 | 33,5 | 35,2 | 34,2 | 34,7 | 34,7 | ⌀ | 34,8 |
| Mittl. Tagesmin. (°C)  | 21,8 | 21,8 | 23,3 | 23,6 | 23,2 | 22,6 | 22,5 | 21,6 | 22,6 | 22,5 | 22   | 21,9 | ⌀ | 22,5 |
|                        |      |      |      |      |      |      |      |      |      |      |      |      |   |      |
| Niederschlag (mm)      | 0    | 0    | 8    | 67   | 67   | 5    | 0    | 1    | 9    | 69   | 37   | 7    | Σ | 270  |

| 21,8 |

| 21,8 |

| 23,3 |

| 23,6 |

| 23,2 |

| 22,6 |

| 22,5 |

| 21,6 |

| 22,6 |

| 22,5 |

| 22 |

| 21,9 |

| 21,8 |

| 21,8 |

| 23,3 |

| 23,6 |

| 23,2 |

| 22,6 |

| 22,5 |

| 21,6 |

| 22,6 |

| 22,5 |

| 22 |

| 21,9 |

## Söhne und Töchter der Stadt
- Aden Abdullah Osman Daar (1908–2007), erster Präsident Somalias
- Mohammed Farah Aidid (1934–1996), Kriegsherr im somalischen Bürgerkrieg
- Magool (1948–2004), Sängerin und Musikerin
- Hussein Mohammed Farah (* 1962), Kriegsherr im somalischen Bürgerkrieg, Sohn und Nachfolger von Mohammed Farah Aidid